# Eckelsbach
Der Eckelsbach ist ein etwa zwei Kilometer langer rechter und nördlicher Zufluss des Elmbaches im hessischen Main-Kinzig-Kreis.

## Geographie

### Verlauf
Der Eckelsbach entspringt auf einer Höhe von etwa 421 m ü. NHN im Bergwinkel östlich des zum Schlüchterner Stadtteil Klosterhöfe gehörenden Weilers Drasenberg. Seine Quelle liegt in einer Wiese am Nordwesthang des Hobertskopfs.
Er fließt zunächst, begleitet von Gehölz in westsüdwestlicher Richtung durch Grünland der Flur Auf dem Drasenberg. Er wendet sich dann nach Süden und betritt danach das 25,39 ha große Naturschutzgebiet Hundsgraben bei Elm. Er läuft nun im Naturschutzgebiet am östlichen Fuße des Drasenbergs entlang durch Mischwald, unterquert dann die Gleisanlagen der Kinzigtalbahn und fließt danach durch die Felder und Wiesen der Flur Eckelsgrund.
Er mündet schließlich beim Schlüchterner Stadtteil Elm auf einer Höhe von ungefähr 233 m ü. NHN von rechts in den aus dem Nordosten heranziehenden Elmbach.
Sein etwa 2 km langer Lauf endet etwa 188 Höhenmeter unterhalb seiner Quelle, er hat somit ein mittleres Sohlgefälle von etwa 94 ‰.

### Flusssystem Kinzig
- Fließgewässer im Flusssystem Kinzig